# Impasse Marie-Blanche
L'impasse Marie-Blanche est une voie située dans le quartier des Grandes-Carrières du 18e arrondissement de Paris, en France.

## Situation et accès
Longue de 40 mètres, elle commence 9, rue Constance et 19, rue Cauchois et finit en impasse.
Le quartier est desservi par la ligne 12 à la station Abbesses.

## Origine du nom
Elle porte le prénom de la femme ou la fille d'un ancien propriétaire.

## Historique
Ancienne « impasse Constance », puis « passage Sainte-Marie », devenu « impasse Sainte-Marie-Blanche », la voie prend son nom actuel par un arrêté du 10 novembre 1873.

## Bâtiments remarquables et lieux de mémoire
- No 7 : maison Eymonaud ; située au fond de l'impasse, elle a succédé à l'hôtel du comte de l'Escalopier[1].

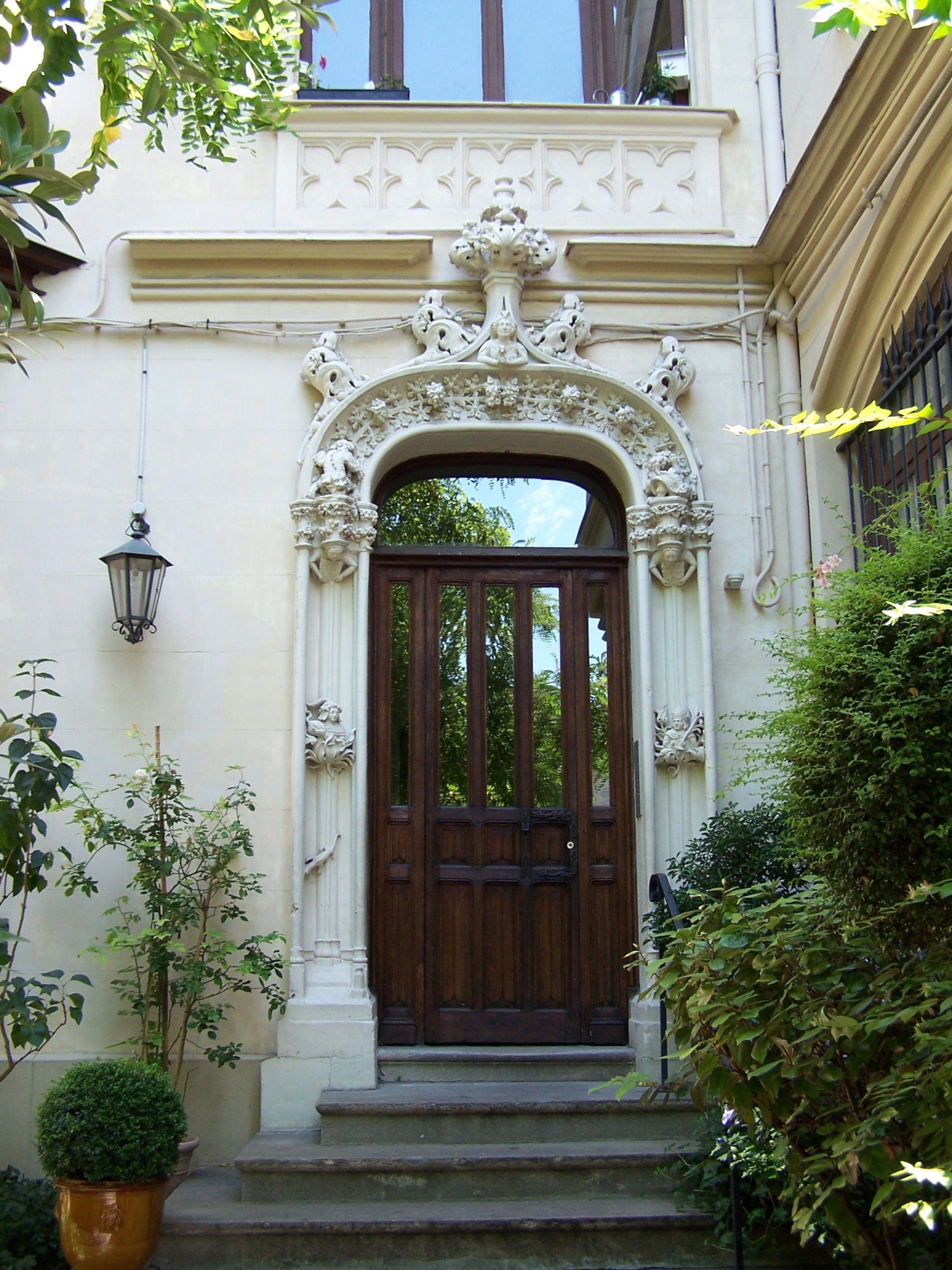
Portail de style gothique de la maison Eymonaud.